# Piastenschloss (Opole)

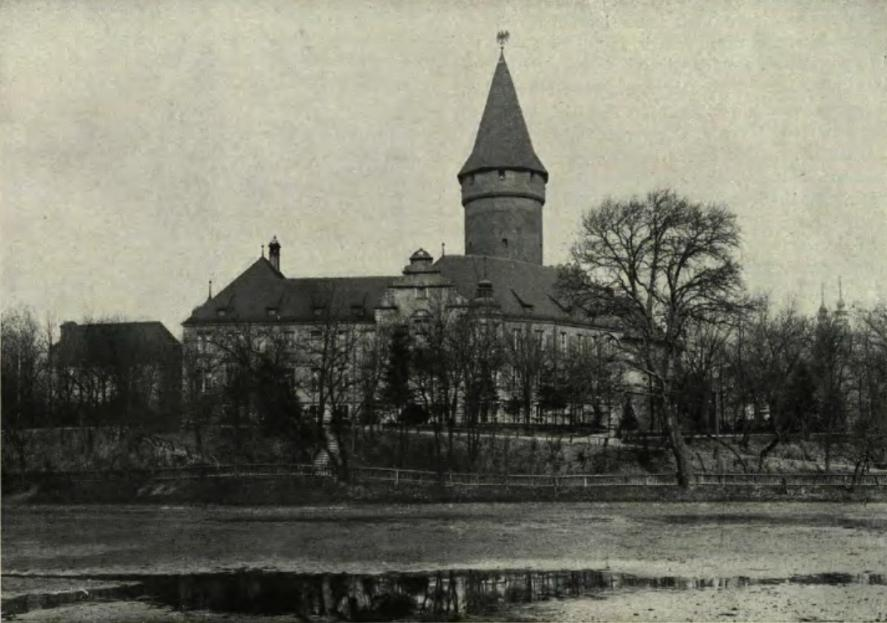
Das Piastenschloss 1925

Das Oppelner Piastenschloss (poln. Zamek Piastowski) war die ehemalige Residenz der Herzöge von Oppeln in ihrer Residenzstadt Oppeln. Es lag auf der Landzunge der Insel Pascheke. Zwischen 1928 und 1931 abgerissen, blieb lediglich der Piastenturm erhalten.

## Geschichte

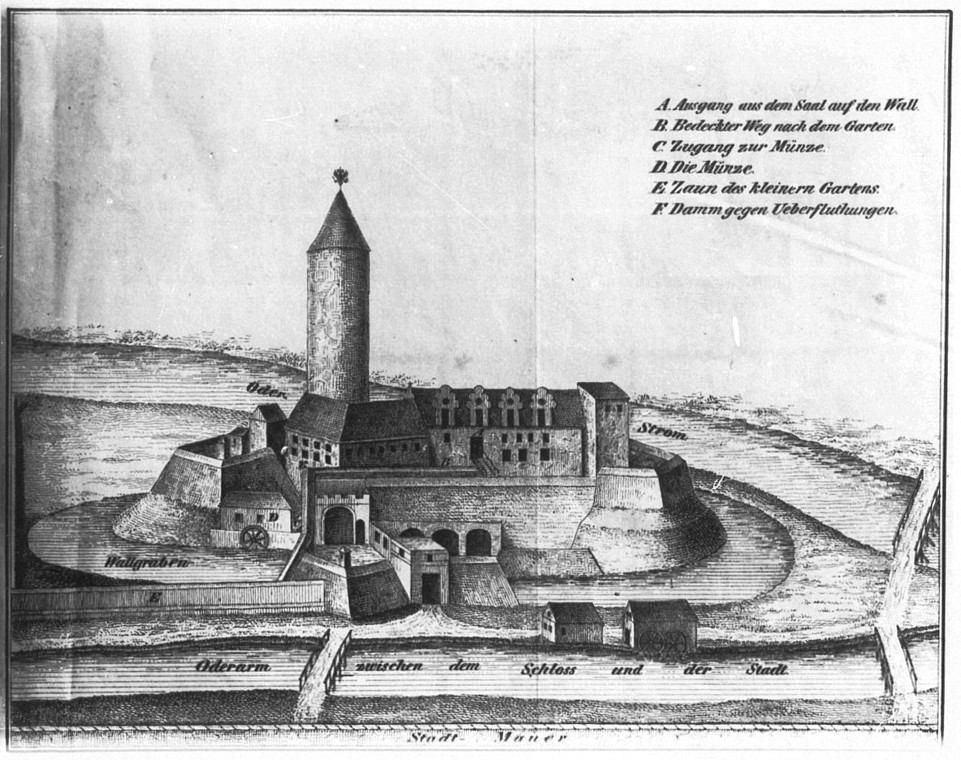
Das Piastenschloss, Radierung aus dem Jahr 1654

### Residenz der Oppelner Herzöge
Der Bau des Oppelner Piastenschlosses wurde unter Herzog Kasimir I. von Oppeln-Ratibor begonnen. Er entstammte dem Geschlecht der Schlesischen Piasten und residierte vermutlich als erster Herzog in Oppeln. Bereits vor 1217 berief er Zuwanderer (hospites) aus dem Westen in seine Herrschaftsgebiete, denen er bestimmte Privilegien und Rechte nach deutschem und flämischem Recht gewährte. Nach seinem Tod 1230 wurde der Schlossbau bis etwa 1260 fertiggestellt.
Unter Herzog Boleslaus I., der sich zusammen mit seinen Brüdern politisch Böhmen zuwandte, erfolgte ab 1283 ein Neubau des Schlosses. Der bis heute erhaltene Rundturm wurde um 1300 fertiggestellt, die Weihe der Schlosskapelle erfolgte im Jahre 1307. Herzog Bolkos gleichnamiger Sohn Bolko II., der ebenfalls in Oppeln residierte, unterstellte sein Land am 5. April 1327 als ein Lehen unter die Krone Böhmen.

### Schloss als Regierungssitz

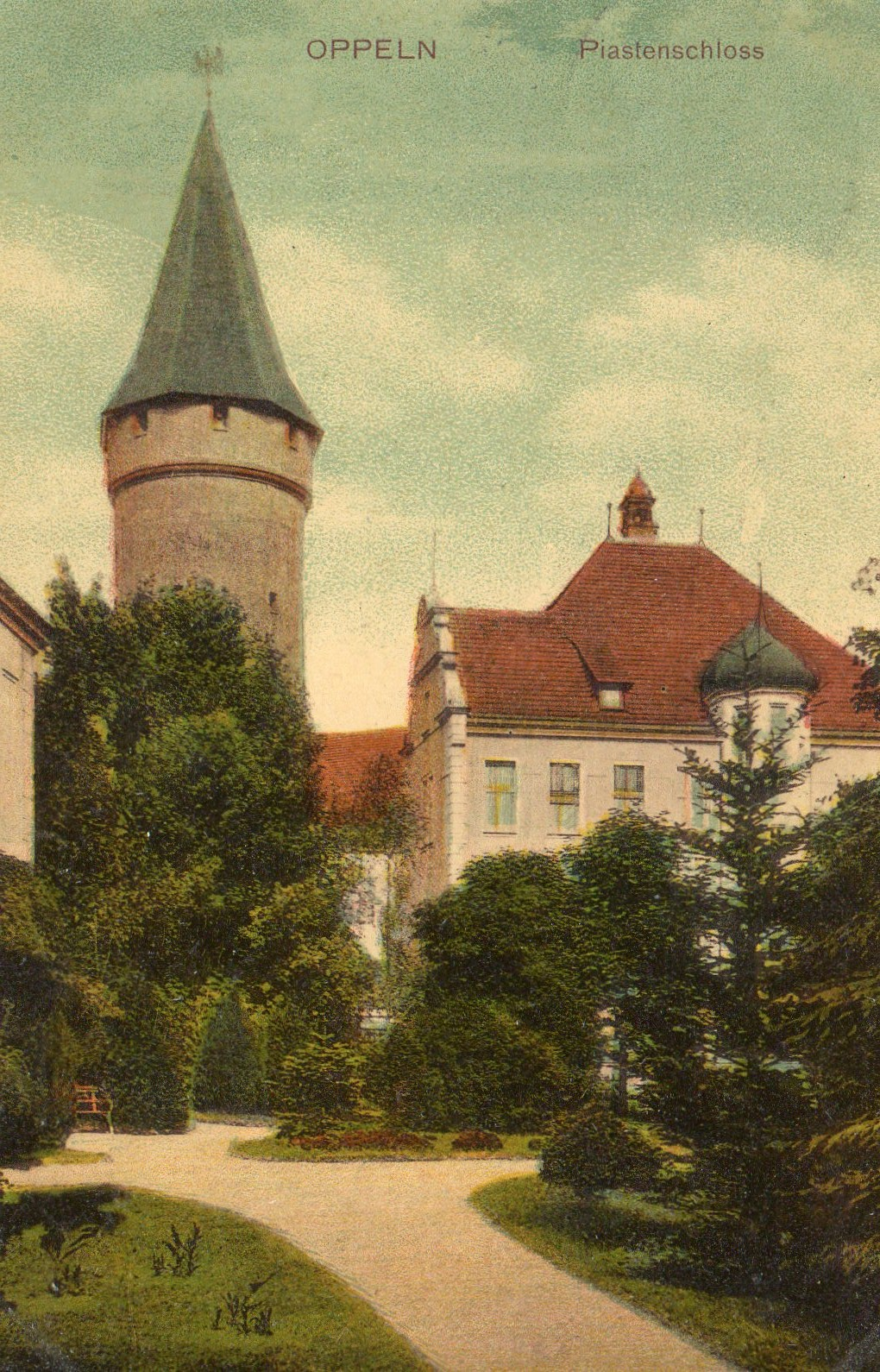
Ehemaliger Schlossgarten mit Piastenturm, um 1910

Als mit dem Tod des Herzogs Johann II. 1532 der Oppelner Zweig der Schlesischen Piasten erlosch, fiel sein Herzogtum durch Heimfall an die Krone Böhmen, die seit 1526 die Habsburger innehatten. Während der nachfolgenden Verpfändungen des Herzogtums Oppeln blieb das Schloss vermutlich unbewohnt. Später diente es als Sitz des Landeshauptmanns bzw. Statthalters. 1557–1566 wurde es vom kaiserlichen Landeshauptmann Johann von Oppersdorf renoviert und umgebaut. Während des Dreißigjährigen Kriegs wurde das Schloss vermutlich befestigt.
Nach dem Ersten Schlesischen Krieg fiel das Schloss zusammen mit dem Erbfürstentum Oppeln 1742 an Preußen. Ab 1816 diente es als Sitz des Regierungsbezirks Oppeln. 1860 wurde es umgebaut und 1885/86 der Nordflügel verlängert,  1904/06 ein weiterer Flügel nach Entwurf des Architekten Paul Kieschke im Stil der Neorenaissance errichtet. Bereits 1893 war der Schlosspark für die Oppelner Bevölkerung geöffnet worden.

### Abriss des Piastenschlosses

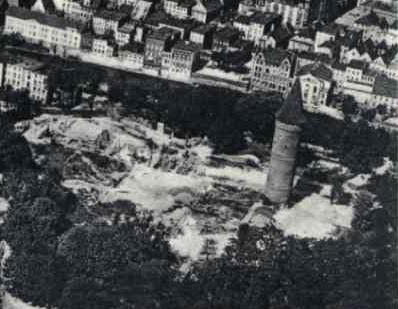
Abrissarbeiten am Schloss mit Piastenturm, um 1930

Mit Ausnahme des Rundturms wurde das Schloss, das den technischen Anforderungen an ein Verwaltungsgebäude nicht mehr entsprach, 1928–1931 abgerissen und an seiner Stelle 1931–1933 für die Bezirksregierung modernes Regierungsgebäude nach Entwurf des Architekten Friedrich Lehmann errichtet.
Der bis heute erhaltene gotische Piastenturm lag ursprünglich innerhalb der Schutzmauern am Eingangstor der Piastenschlosses. Es ist ein Backsteinbau, dessen Bekrönung mehrfach umgestaltet wurde. 1934 erhielt der Rundturm eine Blendarkade. Nach dem Übergang an Polen als Folge des Zweiten Weltkriegs 1945 wurde er 1962 renoviert, wobei er einen neuen Spitzhelm erhielt.